# Ballag már a vén diák
A Ballag már a vén diák német ballagási ének a 19. század elejéről. Csengey Gusztáv fordította magyarra. A magyarországi iskolákba valószínűleg Selmecbányáról terjedt el a dal – a ballagás és az érettségi tabló szokásával együtt, s vált a 20. század első éveiben a ballagások elmaradhatatlan dalává. Az 1920-as években sok helyen felváltotta az Elmegyek, elmegyek kezdetű magyar népdal, de a mai napig népszerű maradt.
Feldolgozás:
| Szerző        | Mire                | Mű                              |
| ------------- | ------------------- | ------------------------------- |
| Ludvig József | ének, gitárakkordok | Ballag már a vén diák, 2. oldal |

## Kotta és dallam
Ballag már a vén diák tovább, tovább,

Isten veletek, cimborák, tovább, tovább,

ez út hazámból elvezet,

pajtások, nyújtsatok kezet,

tovább, tovább, tovább,

fel, búcsúcsókra, cimborák!

## Felvételek
- Ballagási Dalok. YouTube 0'0''–1'40''
- Dalok - Ballagás a Mikszáth Kálmán Gimnáziumban. YouTube
- Ballag már a vén diák (Videa)
- Ballag már a vén diák (Dubstep remix) feldolgozás. YouTube